# 仙女座GY
HR_465为一颗6.36等恒星。